# Street Life
| Оценки критиков                     | Оценки критиков |
| Источник                            | Оценка          |
| ----------------------------------- | --------------- |
| Allmusic                            | [ 1 ]           |
| The Rolling Stone Jazz Record Guide | [ 2 ]           |

Street Life — студийный альбом американской джазовой группы The Crusaders. Он сумел попасть на высшие позиции трёх чартов Billboard и был пиком коммерческого успеха группы. Заглавный трек, записанный вместе с Рэнди Кроуфорд стал хитом в top-40,    заняв там 36 место и 17 место в соул-чартах. Также сингл сумел занять 5 место в UK Singles Chart, стать хитом в диско-чартах, заняв там 75 место и был перезаписан Доком Северинсеном, когда Кроуфорд перепела песню для криминальной драмы Бёрта Рейнольдса Команда Шарки. Более мощная версия песни и с быстрым темпом прозвучала в фильме Квентина Тарантино 1997 года Джеки Браун. Также песня звучит в видеоигре Grand Theft Auto V, на радиостанции WorldWide FM, в эпизоде мультсериала Бургеры Боба «Eggs for Days», в эпизоде мультсериала Братья Вентура «Братья Вентура и Проклятье Проблемы Привидений» и в эпизоде телесериала Лучше звоните Солу «Довольно езды».
Фотография обложки была сделана на 409 N Родео-драйв, в Беверли-Хиллз, Калифорния.

## Наследие
Альбом включён в книгу 1001 Albums You Must Hear Before You Die.

## Список композиций
1. «Street Life» (Уилл Дженнингс, Джо Сэмпл[англ.]) — 11:18
2. «My Lady» (Уилтон Фелдер[англ.]) — 6:43
3. «Rodeo Drive (High Steppin')» (Сэмпл) — 4:28
4. «Carnival of the Night» (Фелдер) — 6:24
5. «The Hustler» (Стикс Хупер[англ.]) — 5:18
6. «Night Faces» (Сэмпл) — 5:10

## Участники записи
- Артур Адамс — гитара
- Роланд Батиста[англ.] — гитара
- Оскар Брашир[англ.] — труба
- Гарнетт Браун[англ.] — тромбон
- Рэнди Кроуфорд — вокал
- Паулинью да Кошта[англ.] — перкуссия
- Уилтон Фелдер[англ.] — саксофон, бас-гитара, продюсер
- Барри Финнерти[англ.] — гитара
- Уильям Грин — саксофон
- Стикс Хупер[англ.] — ударные, продюсер
- Пол Джексон-младший[англ.] — гитара
- Джеймс Джемерсон[англ.] — бас-гитара
- Альфонсо Джонсон[англ.] — бас-гитара
- Роберт O’Брайан — труба
- Джером Ричардсон[англ.] — саксофон
- Билли Роджерс — гитара
- Джо Сэмпл[англ.] — клавишные, продюсер

## Чарты
Album — Billboard (North America)
| Год  | Чарт         | Позиция |
| ---- | ------------ | ------- |
| 1979 | Black Albums | 3       |
| 1979 | Jazz Albums  | 1       |
| 1979 | Pop Albums   | 18      |

Синглы — Billboard (Северная Америка)
| Год  | Чарт              | Сингл         | Позиция |
| ---- | ----------------- | ------------- | ------- |
| 1979 | Black Singles     | «Street Life» | 17      |
| 1979 | Club Play Singles | «Street Life» | 75      |
| 1979 | Pop Singles       | «Street Life» | 36      |